# Refuge de l’Alpe de Villar-d’Arêne
Das Refuge de l’Alpe de Villar-d’Arêne (deutsch Schutzhütte der Alpe de Villar-d’Arene) ist eine Schutzhütte der Sektion Briançon des Club Alpin Français. Sie befindet sich in der Gemeinde Villar-d’Arêne im Pelvoux, auf 2079 m auf einem Plateau oberhalb des Dorfes Villar-d’Arêne und dem Weiler Pied du Col.

## Zugänge
- von einem Parkplatz im Weiler Pied du Col – zwei Stunden Gehzeit, 150 Höhenmeter
- vom Col du Lautaret – zwei Stunden Gehzeit, 150 Höhenmeter (Weg führt an Gletscherspalten vorbei)
- von Le Monêtier-les-Bains – drei Stunden Gehzeit, 700 Höhenmeter

## Wanderziele
Von der Schutzhütte kann man erreichen:
- Col d’Arsine
- den Gletschersee Glacier d’Arsine
- Quellen der Romanche

## Nachbarhütten
- Refuge Adèle Planchard
- Refuge du Pavé

## Bergsteigen und Skitouren
- Montagne des Agneaux (verschiedene Routen, teils mit Gletscherüberquerungen)
- Chamossière
- mehrtägige Tour am La Meije mit Übernachtung auf verschiedenen Hütten (Skitouren-Raid)